# جنس وأكاذيب وشريط فيديو
جنس وأكاذيب وشريط فيديو هو فيلم من نوع دراما أُصدر في 1989. الفيلم من إنتاج Outlaw Productions ‏، ومن توزيع ميرماكس، وهو من إخراج وسيناريو ستيفن سودربرغ.

## القصة
تقع أحداث الفيلم في لويزيانا. وقصة الفيلم الرئيسية حول زنا المحارم.

## طاقم التمثيل
- Ron Vawter [الإنجليزية]‏
- آندي ماكدويل
- لورا سان جياكومو
- جيمس سبيدر
- بيتر غالاغر
- ستيفن بريل

## الإنتاج
موسيقى الفيلم التصويرية كانت من تأليف كليف مارتينيز.

## وصلات خارجية
- جنس وأكاذيب وشريط فيديو على موقع IMDb (الإنجليزية)
- جنس وأكاذيب وشريط فيديو على موقع ميتاكريتيك (الإنجليزية)
- جنس وأكاذيب وشريط فيديو على موقع الموسوعة البريطانية (الإنجليزية)
- جنس وأكاذيب وشريط فيديو على موقع روتن توميتوز (الإنجليزية)
- جنس وأكاذيب وشريط فيديو على موقع نتفليكس (الإنجليزية)
- جنس وأكاذيب وشريط فيديو على موقع ألو سيني (الفرنسية)
- جنس وأكاذيب وشريط فيديو على موقع Turner Classic Movies (الإنجليزية)
- جنس وأكاذيب وشريط فيديو على موقع أول موفي (الإنجليزية)
- جنس وأكاذيب وشريط فيديو على موقع بوكس أوفيس موجو (الإنجليزية)
- جنس وأكاذيب وشريط فيديو على موقع فيلمافينيتي (الإسبانية)